# Station Fontenay-aux-Roses
Fontenay-aux-Roses is een station gelegen in de Franse gemeente Fontenay-aux-Roses en departement van Hauts-de-Seine.

## Het station
Sceaux is onderdeel van het RER-netwerk (Lijn B) en is eigendom van het Parijse vervoersbedrijf RATP. Het station telt twee sporen en twee perrons. Voor Carte Orange gebruikers ligt het in zone 3 en aan RER-tak B4.

## Overstapmogelijkheid
Er is een overstap mogelijk tussen RER en een aantal buslijnen.
- RATP
  - drie buslijnen

- Noctilien
  - één buslijn

## Vorig en volgend station
| Richting    | Vorig station | Lijn  | Volgend station | Richting                                             |
| ----------- | ------------- | ----- | --------------- | ---------------------------------------------------- |
| Robinson B2 | Robinson      | RER B | Sceaux          | Aéroport Charles de Gaulle 2 TGV B3 Mitry - Claye B5 |